# 다카하시 노부오
다카하시 노부오(일본어: 高橋 伸夫, 1939년 9월 29일 ~ 2013년 7월 14일)는 일본의 지리학자이다.
1939년 일본 도쿄 태생이다. 주로 인문지리학과 도시지리학 분야에 대한 연구를 실시하였으며, 프랑스 유학 이후 프랑스 지리학의 연구 성과를 일본에 소개하기도 했다.